# Milsbeek

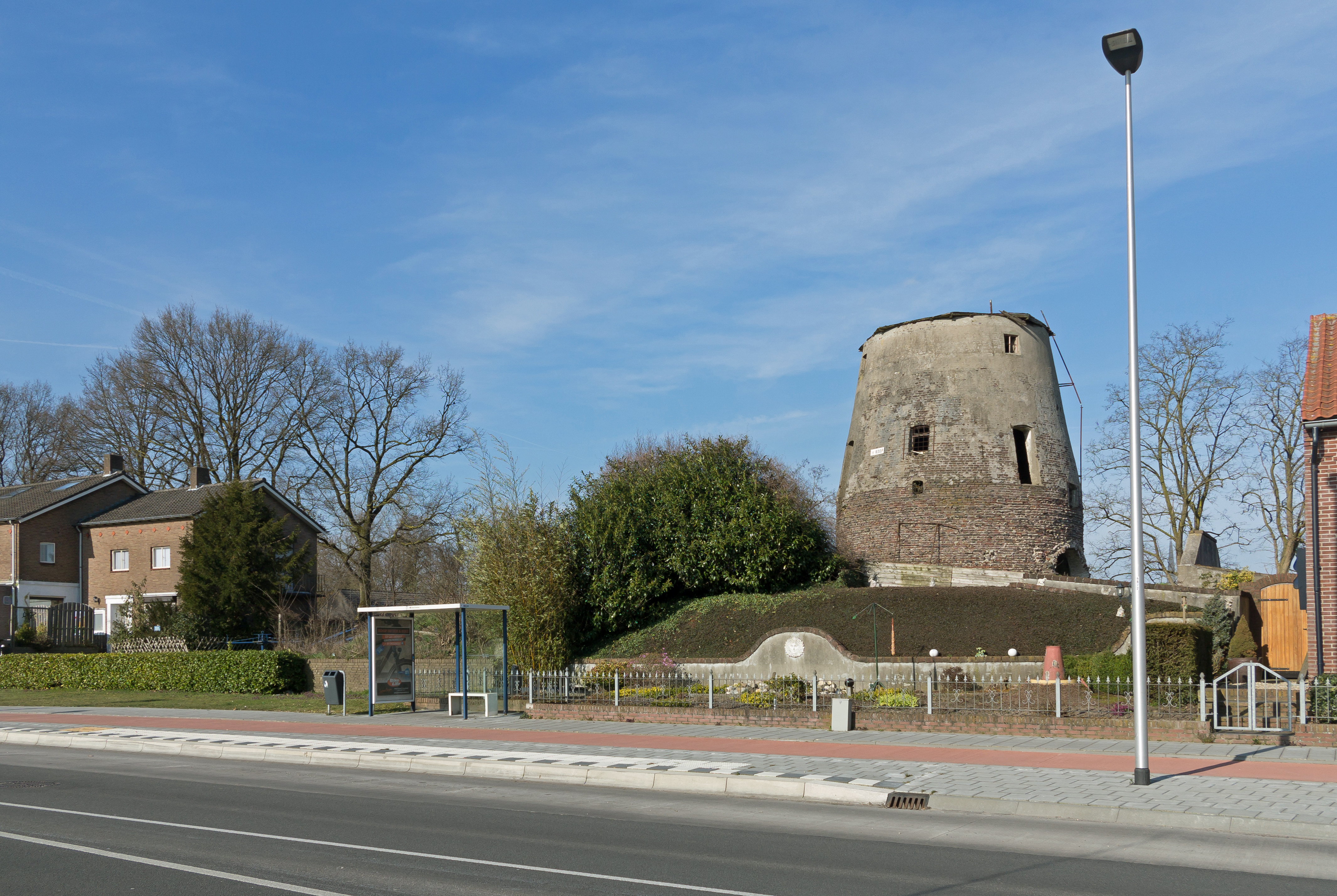
Ancien moulin à la rue de Rijksweg

Milsbeek est un village situé dans la commune néerlandaise de Gennep, dans la province du Limbourg. Le 1er janvier 2005, le village comptait 2 648 habitants.
À proximité du village, le Niers se jette dans la Meuse.